# Dlhé Pole
Dlhé Pole és un poble i municipi d'Eslovàquia que es troba a la regió de Žilina, al centre-nord del país.

## Història
La primera menció escrita de la vila es remunta al 1320.

## Demografia
| Godina             | 1994 | 2004   | 2014   | 2024   |
| ------------------ | ---- | ------ | ------ | ------ |
| Nombre de persones | 2157 | 2039   | 1934   | 1939   |
| Diferència         |      | −5,47% | −5,14% | +0,25% |

| Godina             | 2023 | 2024   |
| ------------------ | ---- | ------ |
| Nombre de persones | 1921 | 1939   |
| Diferència         |      | +0,93% |